# Cylindrococcus casuarinae
Cylindrococcus casuarinae är en insektsart som beskrevs av William Miles Maskell 1892. Cylindrococcus casuarinae ingår i släktet Cylindrococcus och familjen filtsköldlöss. Inga underarter finns listade i Catalogue of Life.